# Leia subtrifasciata
Leia subtrifasciata är en tvåvingeart som först beskrevs av Gabriel Strobl 1906.  Leia subtrifasciata ingår i släktet Leia och familjen svampmyggor. Inga underarter finns listade i Catalogue of Life.